# بيدزرد (مقاطعة فسا)
بيدزرد (بالفارسية: بیدزرد) هي قرية تقع في قسم ميانده الريفي في إيران. يقدر عدد سكانها بـ 683 نسمة .